# Thieliana navis
Thieliana navis är en nässeldjursart som först beskrevs av Wilfrid Arthur Millard 1959.  Thieliana navis ingår i släktet Thieliana, och familjen Bougainvilliidae. Arten är reproducerande i Sverige.